# 牛冠狀病毒
牛冠狀病毒（Bovine coronavirus、BCV、BCoV）是乙型冠狀病毒屬的一種病毒，與人類冠狀病毒OC43等多種感染不同動物的病毒皆屬乙型冠狀病毒1型的不同分型。此病毒可感染牛等反芻動物的呼吸道或消化道，前者多造成輕微的呼吸道症狀，後者則會造成腹瀉或較嚴重的冬痢（winter dysentery）。此病毒感染已有疫苗可防治。

## 感染
牛冠狀病毒於1993年被發現，過去可分為兩大類，即感染呼吸道的牛呼吸道冠狀病毒（bovine respiratory coronaviruses 、BRCoV）與感染腸道的牛腸道冠狀病毒（bovine enteric coronaviruses、BECoV），其中後者可再分成BCoV-CD毒株（calf diarrhea）與BCoV-WD毒株（winter dysentery，造成冬痢）兩型。BRCoV與BECoV在序列上沒有明確差異，可能是感染不同組織的相同的病毒。有些健康無症狀的牛隻體內也能偵測到牛冠狀病毒。
此病毒的感染在冬季較多，可在小牛造成腹瀉，可能與輪狀病毒、环曲病毒、隱孢子蟲與大腸桿菌等其他病原共同感染，使症狀更加嚴重；另外還可在小牛造成輕微的呼吸道症狀，亦有造成肺炎者；牛冠狀病毒還可在成年牛隻中造成冬痢，為較常在冬季發生的急性腹瀉。這些感染每年均造成肉牛業與酪農業造成重大經濟損失。目前已有疫苗可防止此病毒的感染。
除牛隻外，水鹿、白尾鹿、水羚、加拿大馬鹿、馴鹿與長頸鹿等反芻動物的腸道或呼吸道中皆有發現不同株系的牛冠狀病毒，胺基酸序列與牛中的牛冠狀病毒相似度高達99.3%–99.6%，其中有些亦造成類似牛隻冬痢的症狀。

## 基因組
牛冠狀病毒的基因組約長31000nt，編碼冠狀病毒皆有的複製酶（1a/1b）和刺突蛋白（S）、膜蛋白（M）、外膜蛋白（E）與衣殼蛋白（N）等四種結構蛋白，此外在複製酶與刺突蛋白的基因中間有編碼血凝素酯酶（HE）與一輔助蛋白ns2的開放閱讀框（乙型冠狀病毒支序A的共同特徵），在刺突蛋白與外膜蛋白的開放閱讀框間有ns4.9與ns12.9等兩個編碼輔助蛋白的開放閱讀框，且在衣殼蛋白的開放閱讀框中有另一輔助蛋白I的開放閱讀框。

## 分類
乙型冠狀病毒屬中，牛冠狀病毒與猪凝血性脑脊髓炎病毒（porcine hemagglutinating encephalomyelitis virus、PHEV）和人類冠狀病毒OC43的關係較為接近，這些病毒被國際病毒分類委員會歸為同種，合稱乙型冠狀病毒1型（Betacoronavirus 1）。乙型冠狀病毒屬1型的病毒皆以9-O-乙酰基唾液酸（9-O-acetylated sialic acids、9-O-Ac-Sias）為受體感染細胞。
刺突蛋白序列的分子鐘分析顯示牛冠狀病毒與人類冠狀病毒OC43約於1890年左右從共同祖先分家，有學者提出假說指當時爆發的流感疫情可能即是OC43病毒引起，而非流感病毒所致。牛冠狀病毒與OC43病毒雖序列相似度高達96.6%，但無證據顯示OC43病毒可感染牛隻，牛冠狀病毒一般也不感染人類，不過曾有報導指一名六歲兒童被牛冠狀病毒感染後出現腹瀉症狀，此病毒株被成功分離後命名為人類腸道冠狀病毒4408（HECV-4408），與牛冠狀病毒的關係比與OC43病毒的關係還接近，是除SARS病毒外極少數造成人類消化道症狀的冠狀病毒。後來有研究人員以HECV-4408病毒感染小牛，發現也能造成腹瀉症狀。

## 混淆
2020年，2019冠狀病毒病疫情爆發期間，有網路謠言將牛冠狀病毒與造成疫情的嚴重急性呼吸道症候群冠狀病毒2型（SARS-CoV-2）混淆，指針對SARS-CoV-2病毒的疫苗已存在多時，實則該疫苗為針對牛冠狀病毒，與SARS-CoV-2病毒無關。